# Клиссон и Евгения
Клиссон и Евгения (более правильно Клиссон и Эжени) — романтический рассказ, написанный Наполеоном в 1795 году. Общепризнанно, что этот беллетризованный рассказ об обречённом романе солдата и его возлюбленной отражает собственные отношения Бонапарта с Эжени Дезире Клари.

## Краткое содержание
Клиссон, героический революционный французский солдат, уставший от войны, встречается у источника с Евгенией и влюбляется в неё. Уйдя из армии, Клиссон женится на Евгении, и они воспитывают нескольких детей в идиллической обстановке. Но война возвращается, и Клиссон чувствует себя вынужденным служить своей стране. Клиссон получает опасное ранение в бою. Его товарищ Бервиль, посланный, чтобы успокоить Евгению, влюбляется в неё, и она перестаёт посылать письма Клиссону. Убитый горем, Клиссон отправляет заключительное письмо своей неверной жене и её новому возлюбленному, прежде чем сознательно пойти на гибель в битве.
Некоторые исследователи утверждают, что на Наполеона оказали влияние работы Жан-Жака Руссо, в частности «Юлия, или Новая Элоиза» (1761) и «Страдания юного Вертера» Гёте (1774).

## Восстановление «Клиссона и Евгении»
Питер Хикс (британский историк) и Эмили Бартет из нескольких черновиков составили реконструированную версию «Клиссона и Евгении». Рукопись ранее не публиковалась и существовала в виде разрозненных фрагментов, хранившихся в разных местах.
Один фрагмент находился во владении Этьена Суланж-Бодена, эксперта по садоводству в Шато-де-Мальмезон, последнем доме императрицы Жозефины, первой жены Наполеона. 22 ноября 1821 года он был передан некоему британскому франкофилу и находился в его или её коллекции, пока не был приобретён на аукционе в Сотбис в Лондоне в июле 1938 года. Его покупатель, Герман Эйсман, затем продал его в Нью-Йорке кубинскому гражданину Хулио Лобо. В 2005 году он появился в коллекции итальянского торговца автографами Фаусто Форони. Эта часть рукописи не была опубликована до её повторного открытия.
Второй фрагмент находился в коллекции графа Тита Дзиалинского, польского библиофила, и содержал сорок страниц, написанных рукой Наполеона. Это было подтверждено человеком, лично работавшим с Наполеоном, в мае 1822 года. Второй сегмент был впервые опубликован в 1920 году и несколько раз после этого.
Третий фрагмент состоял из четырёх страниц, которыми владели различные антиквары и коллекционеры рукописей в начале прошлого века в Лондоне. Британский застройщик и социалист Говард Самуэль приобрёл его за 2,300 фунтов в 1955 году. В настоящее время он находится в библиотеке-музее рукописей Карпелеса в Санта-Барбаре, штат Калифорния.
Четвёртый фрагмент был первоначально приобретен графом Григорием Владимировичем Орловым (1726—1826) в декабре 1823 года. Сейчас он находится в московском Государственном историческом музее. Этот фрагмент был впервые опубликован издательством Fayard во Франции в 2007 году.
Хикс назвал пятую часть рукописи первой страницей «Клиссона и Евгении». Ранее он принадлежал французскому финансисту Андре де Коппе, который собрал внушительную коллекцию предметов, связанных с Наполеоном. В декабре 2007 года он был продан с аукциона частному французскому коллекционеру.
Шестой и последний фрагмент текста состоял из четырёх страниц, оторванных от фрагмента Орлова из Государственного исторического музея в Москве.

## Английский перевод и переиздание
В 2009 году британское издательство Gallic Books приобрело англоязычные права на «Клиссона и Евгении» под редакцией Питера Хикса 2008 года. В декабре 2007 года Хикс обнаружил недостающую часть рассказа Наполеона, а затем собрал несколько черновиков работы в «окончательное издание». У этого издания есть предисловие от Армана Кебиссона, французского писателя, который специализируется на художественных произведениях об убийствах в наполеоновский период и криминальных романах.

## Перевод на русский язык
Наполеон Бонапарт. Клиссон и Евгения. — Москва: Гелиос, 2008. — 256 с. — ISBN 978-5-8189-1550-0.